# Godziszów (województwo lubelskie)
Godziszów – dawna wieś w Polsce położona w województwie lubelskim, w powiecie janowskim, w gminie Godziszów.
W 2024 r. wieś zniesiono, tworząc w jej miejsce wsie: Godziszów Pierwszy, Godziszów Drugi, Godziszów Trzeci.
Dalsza część artykułu dotyczy sytuacji sprzed 2024 r.
Miejscowość do 31 grudnia 2023 roku była siedzibą gminy Godziszów. Od 1 stycznia 2024 roku siedzibą tej gminy jest Godziszów Trzeci.
Leży nad rzeką Białką.
Jest największą wsią w powiecie janowskim i jedną z 20 największych wsi w województwie lubelskim. Na terenie wsi utworzono trzy sołectwa: Godziszów Pierwszy, Godziszów Drugi i Godziszów Trzeci.

## Części wsi
| SIMC    | Nazwa              | Rodzaj                                              |
| ------- | ------------------ | --------------------------------------------------- |
| 0791177 | Daśkowa Góra       | część wsi (zniesiona w 2023 r.)                     |
| 0791183 | Godziszów Drugi    | część wsi (od 2024 r. wieś)                         |
| 0791190 | Godziszów Pierwszy | część wsi (od 2024 r. wieś)                         |
| 0791208 | Godziszów Trzeci   | część wsi (od 2024 r. wieś)                         |
| 0791220 | Księża Góra        | część wsi (zniesiona w 2023 r.)                     |
| 0791237 | Odnoga             | część wsi (zniesiona w 2023 r.)                     |
| 0791243 | Radujka            | część wsi (zniesiona w 2023 r.)                     |
| 0791250 | Suchowola          | część wsi (od 2024 r. część wsi Godziszów Pierwszy) |
| 0791266 | Widzowska Góra     | część wsi (zniesiona w 2023 r.)                     |
| 0791272 | Zagrody            | część wsi (zniesiona w 2023 r.)                     |
| 0791289 | Zapaść             | część wsi (zniesiona w 2023 r.)                     |
| 0791295 | Zarzecze           | część wsi (zniesiona w 2023 r.)                     |

## Historia

### Średniowiecze
Osadnictwo słowiańskie w górnym biegu Białki pojawiło się w IX-X wieku, kiedy na obszarze między Bugiem i Wisłą miała miejsce jego intensyfikacja. Z tego okresu pochodzi kompleks czterech osad, w tym trzy wielohektarowe (do 5 ha) z Godziszowa I (były zlokalizowane od strony Kolonii Godziszów). Osadnictwo to upadło wraz z przyłączeniem Lubelszczyzny do państwa piastowskiego, względnie z powodu walk z Rusinami. Osadnictwo powróciło na te tereny dopiero w XV wieku. Wieś wzmiankowano w źródłach historycznych w 1451. W następnym roku wymienieni byli najstarsi mieszkańcy miejscowości – kmiecie Kwoszcz (imię słowiańskie), Mikołaj i Anna. Początkowo wieś stanowiła własność Szamotulskich, a w 1540 przeszła w ręce, także wielkopolskiego, rodu Górków.

### Nowożytność
Wieś już w XVI wieku była dość duża, liczyła w 1582 90 gospodarzy. Jej mieszkańcy uczestniczyli w akcji osadniczej nowych wsi lokowanych w połowie XVI wieku koło Radzięcina (Rzeczyc, Kątów, Sokołówki). Pod koniec XVI wieku miejscowość liczyła 41,5 łana ziemi uprawnej, istniał folwark i karczma. W 1596 wieś przeszła na własność kanclerza koronnego Jana Zamoyskiego i w 1601 została włączona do ordynacji. Około połowy XVII wieku wybrano we wsi 11 ćwierci chłopskich, których użytkownicy wchodzili w skład prywatnego wojska ordynackiego (dragonii polowej), pełniącego także obowiązki państwowe. W okresie wojny północnej wojska moskiewskie wyrządziły pewne straty we wsi. W drugiej połowie XVIII wieku chłopi skarżyli się na zawyżanie ilości odrabianej pańszczyźniany – kazano im odbywać stróżę, czego wcześniej nie czynili. Wielu z nich musiało pracować więcej niż wynikało to z inwentarza. W 1779 eksperymentalnie zniesiono pańszczyznę i oczynszowano włościan, lecz z biegiem czasu włościanie płacili czynsz wraz z odrabianiem pańszczyzny. Około 1780 miał miejsce duży pożar – 12 pogorzelców zwolniono z opłat. W 1800 wieś liczyła 268 domów i 1,5 tys. mieszkańców, włościanie użytkowali 5480 morgów ziemi (największe gospodarstwa liczyły nawet ponad 40-50 morgów).

### XIX wiek i współczesność
Okres wojen napoleońskich i związane z tym przemarsze i kwaterunki wojsk, nadzwyczajne podatki, głód, nieurodzaj i epidemie, spowodował duże spustoszenia w inwentarzu i ubytek ludności. W XIX wieku Godziszów był przez kilkadziesiąt lat siedzibą gminy i klucza krzemieńskiego. Włościanie zajmowali się także hodowlą koni, tkactwem, kowalstwem i garncarstwem. Istniał młyn wietrzny pracujący na potrzeby gorzelni folwarcznej oraz 3 karczmy. Reforma uwłaszczeniowa przyniosła prawo własności 292 gospodarzom do 2854 mórg ziemi, budynków z wypoasarzenie który dotyczczas posiadali. W kwietniu 1864 chłopski oddział powstańczy dokonał napadu na dom rządcy klucza krzemieńskiego, nieprzychylnego powstaniu. W 1905 odnotowano patriotyczne wystąpienia ludności. Na początku I wojny światowej, w 1914, w okolicach wsi miała miejsce potyczka wojsk armii carskiej z wojskami austriacko-węgierskimi. Walki frontowe przyniosły miejscowości ogromne zniszczenia (w części I – 61% posesji, a w II – 79%). Dodatkowo armia carska ewakuowała część ludności. W 1921 Godziszów liczył 500 domów i 3072 mieszkańców. W okresie międzywojennym powstały dwie szkoły, straż pożarna, koło Młodzieży Wiejskiej. W 1929 erygowano parafię. Dzierżawcą folwarku w tym okresie był Władysław Belina-Prażmowski. Tuż przed wojną dokonano parcelacji dóbr ordynackich.
W czasie niemieckiej agresji na Polskę, z powodu nalotów i bombardowań dokonanych przez pilotów Luftwaffe Janowa Lubelskiego w wyniku którego zburzono siedzibę starostwa i zabito około  350 cywili i około 15000 osób zostało rannych, wspomniną siedzibę starostwa przeniesiono do Godziszowa. 
W 1941 i 1942 okupanci zabili 16 osób. Rok później przeprowadzili pacyfikację. W marcu 1944 roku przez wieś przetoczyły się walki okupanta z oddziałem partyzantki ukraińskiej, zaś w lipcu zgrupowanie Armii Ludowej i Batalionów Chłopskich zagrodziło drogę przedzierającym się kolumnom niemieckim. W wyniku tych walk uszkodzone zostały 232 zagrody. 
W okresie Polski Ludowej powstała poczta, ośrodek zdrowia i dom kultury.
W lipcu 1946 oddziały Narodowych Sił Zbrojnych i Wolności i Niezawisłości zorganizowały zasadzkę na patrol Milicji Obywatelskiej, w wyniku czego zabitych zostało 8 milicjantów.
W latach 1954–1972 wieś należała i była siedzibą władz gromady Godziszów, a od 1973 r. gminy Godziszów. W latach 1975−1998 miejscowość administracyjnie należała do województwa tarnobrzeskiego.
W referendum unijnym w 2003 mieszkańcy tej gminy okazali się największymi eurosceptykami (choć miejscowością o największym udziale głosów na nie w Polsce okazał się pobliski Chrzanów). W Gminie Godziszów 88% osób głosowało przeciw.
Według Narodowego Spisu Powszechnego (III 2011) wieś liczyła 2163 mieszkańców.